# M249
Das M249 LMG (light machine gun), früher M249 SAW (Squad Automatic Weapon), ist ein leichtes Maschinengewehr, das seit dem 1. Februar 1982 das Standard-Infanterie-Maschinengewehr der Streitkräfte der Vereinigten Staaten ist. Es handelt sich dabei um eine modifizierte und in den Vereinigten Staaten produzierte Version des FN Minimi der belgischen Firma Fabrique Nationale Herstal.

## Entwicklung und Eigenschaften
Zur Ergänzung des M16-Schnellfeuergewehres wurde eine neue Waffe mit einem größeren Leistungspotenzial als das M16A2 entwickelt, die dennoch leichter und im Umgang unkomplizierter als das M60 ist. Sie wurde von der US-Army als M249 eingeführt sowie von weiteren Ländern übernommen. Weiterhin wurden unter anderen eine Version für Fallschirmjäger mit der Bezeichnung M249 Para sowie die Mk46 Mod 0 für Spezialeinheiten entwickelt. Das MG schießt aus offener Verschlussstellung, um der Selbstentzündung vorzubeugen. Eine Besonderheit ist, dass das Maschinengewehr die Munition nicht nur aus den üblichen Gurten, sondern auch aus NATO-STANAG-Stangenmagazinen (zum Beispiel M16) ohne Modifizierungen verschießen kann. Mit der Variante M249 PIP (steht für Product Improvement Program, deutsch etwa Produktverbesserungsprogramm) wurden Softpack-Gurttaschen eingeführt, um die bisherigen Gurtkästen aus Metall oder Kunststoff zu ersetzen.
Das M249 hat ein höhenverstellbares Zweibein und einen charakteristischen Tragegriff, der auch zum Wechseln des Laufes verwendet wird. 

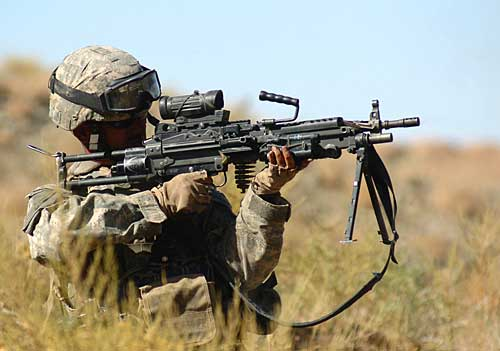
US-Soldat mit M249 Para in Afghanistan
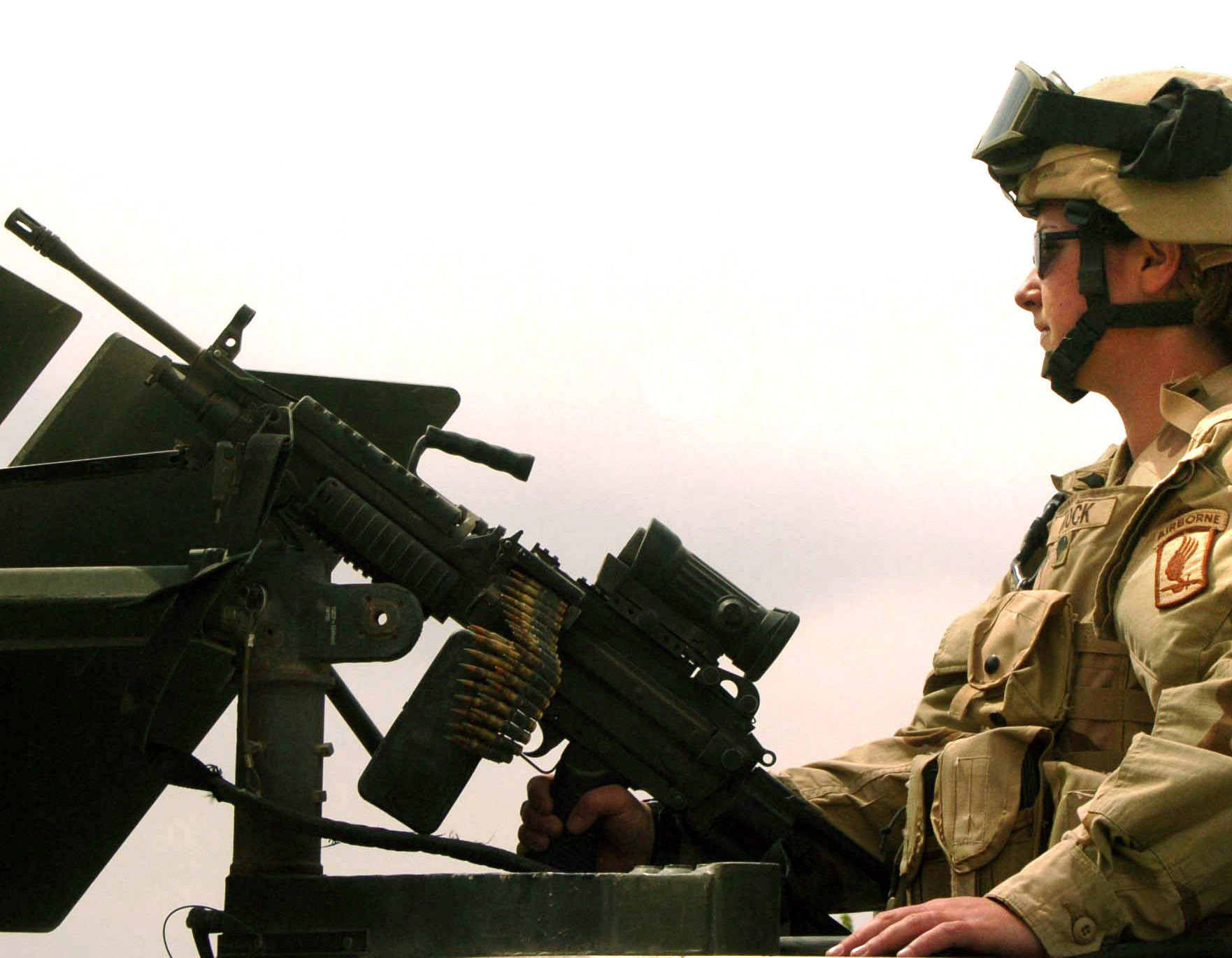
US-Soldatin mit M249 SAW im Irak
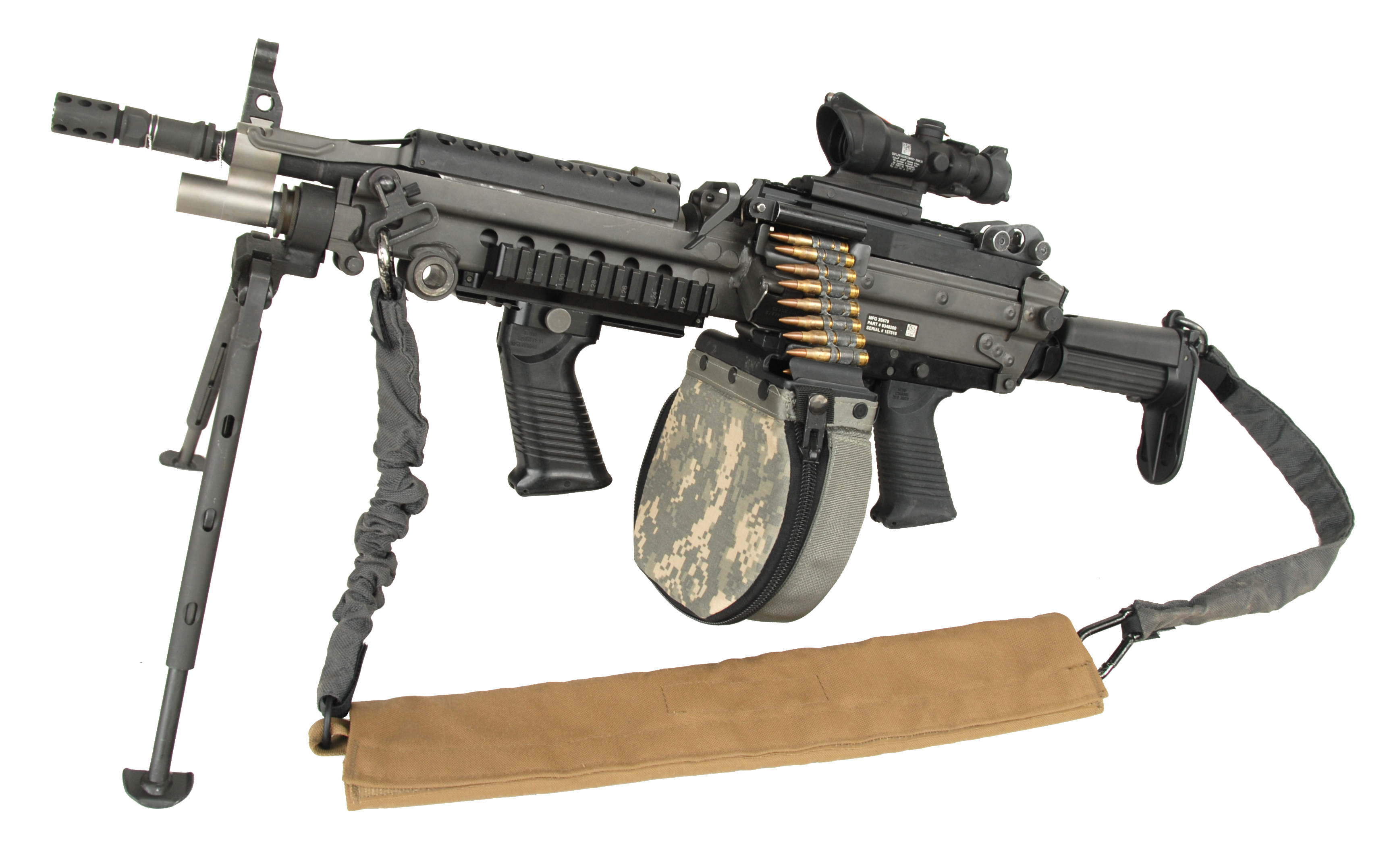
Ein M249 PIP mit Softpack-Gurttasche
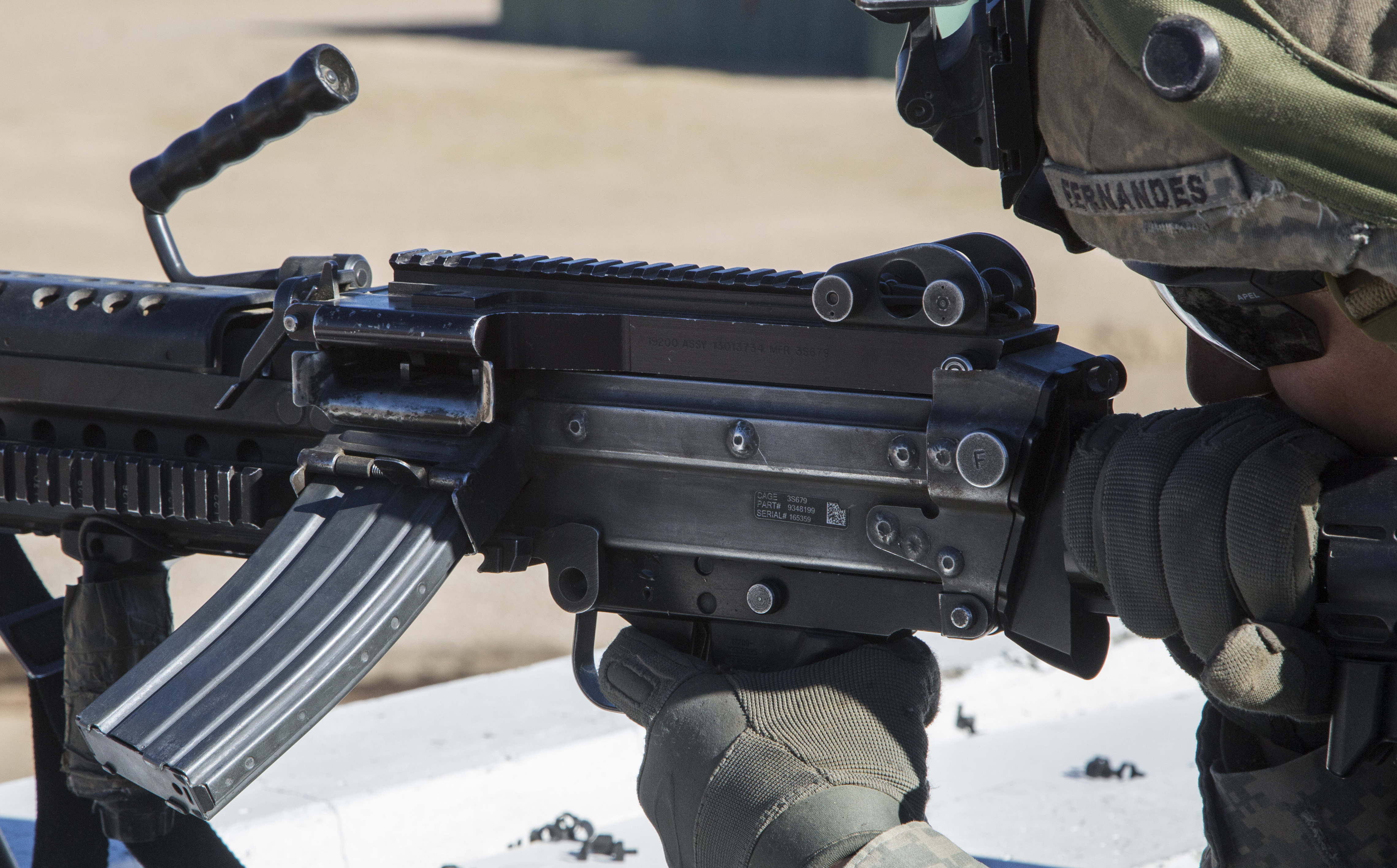
M249 mit STANAG-Magazin
Munitionszufuhr mit Magazin (l.) und Gurt (r.)

## Nutzerstaaten
- Vereinigte Staaten: Streitkräfte der Vereinigten Staaten
  - Beim United States Marine Corps wurde damit begonnen, das M249 durch das M27 zu ersetzen.
- Ungarn: Ungarische Spezialkräfte verwenden das M249 SAW[1]